# I liga urugwajska w piłce nożnej (1936)
- Mistrz Urugwaju 1936: CA Peñarol
- Wicemistrz Urugwaju 1936: Club Nacional de Football
- Spadek do drugiej ligi: nikt nie spadł
- Awans z drugiej ligi: nikt nie awansował

Mistrzostwa Urugwaju w roku 1936 były mistrzostwami rozgrywanymi według systemu, w którym wszystkie kluby rozgrywały ze sobą mecze każdy z każdym u siebie i na wyjeździe, a o tytule mistrza i dalszej kolejności decydowała końcowa tabela.

## Primera División

### Kolejka 1
| Mecz                                              |
| ------------------------------------------------- |
| Club Nacional de Football – Rampla Juniors 5:4    |
| Central Montevideo – CA Bella Vista 3:1           |
| CA Peñarol – Defensor Sporting 4:2                |
| Montevideo Wanderers – Sud América Montevideo 0:0 |
| River Plate Montevideo – Racing Montevideo 1:0    |

### Kolejka 2
| Mecz                                               |
| -------------------------------------------------- |
| CA Peñarol – CA Bella Vista 2:0                    |
| Club Nacional de Football – Central Montevideo 2:1 |
| Sud América Montevideo – Racing Montevideo 1:1     |
| River Plate Montevideo – Defensor Sporting 3:1     |
| Montevideo Wanderers – Rampla Juniors 1:1          |

### Kolejka 3
| Mecz                                              |
| ------------------------------------------------- |
| Club Nacional de Football – Racing Montevideo 1:0 |
| CA Peñarol – River Plate Montevideo 2:0           |
| Rampla Juniors – Defensor Sporting 2:1            |
| Montevideo Wanderers – CA Bella Vista 1:1         |
| Sud América Montevideo – Central Montevideo 2:1   |

### Kolejka 4
| Mecz                                                   |
| ------------------------------------------------------ |
| CA Peñarol – Montevideo Wanderers 2:1                  |
| Sud América Montevideo – Club Nacional de Football 2:1 |
| Rampla Juniors – Central Montevideo 2:2                |
| Racing Montevideo – Defensor Sporting 3:1              |
| CA Bella Vista – River Plate Montevideo 4:1            |

### Kolejka 5
| Mecz                                                 |
| ---------------------------------------------------- |
| CA Peñarol – Sud América Montevideo 1:0              |
| River Plate Montevideo – Rampla Juniors 1:0          |
| Central Montevideo – Defensor Sporting 1:0           |
| Racing Montevideo – CA Bella Vista 2:0               |
| Club Nacional de Football – Montevideo Wanderers 1:0 |

### Kolejka 6
| Mecz                                                   |
| ------------------------------------------------------ |
| CA Peñarol – Racing Montevideo 5:1                     |
| Club Nacional de Football – River Plate Montevideo 2:1 |
| Central Montevideo – Montevideo Wanderers 3:0          |
| Defensor Sporting – Sud América Montevideo 2:1         |
| CA Bella Vista – Rampla Juniors 3:1                    |

### Kolejka 7
| Mecz                                                |
| --------------------------------------------------- |
| Club Nacional de Football – CA Bella Vista 7:1      |
| CA Peñarol – Central Montevideo 3:2                 |
| Montevideo Wanderers – Defensor Sporting 1:0        |
| River Plate Montevideo – Sud América Montevideo 3:1 |
| Rampla Juniors – Racing Montevideo 1:1              |

### Kolejka 8
| Mecz                                              |
| ------------------------------------------------- |
| Montevideo Wanderers – River Plate Montevideo 3:2 |
| Central Montevideo – Racing Montevideo 2:1        |
| Defensor Sporting – CA Bella Vista 0:0            |
| CA Peñarol – Club Nacional de Football 4:0        |
| Rampla Juniors – Sud América Montevideo 1:0       |

### Kolejka 9
| Mecz                                              |
| ------------------------------------------------- |
| Rampla Juniors – CA Peñarol 1:0                   |
| Club Nacional de Football – Defensor Sporting 1:0 |
| River Plate Montevideo – Central Montevideo 2:0   |
| Montevideo Wanderers – Racing Montevideo 5:2      |
| Sud América Montevideo – CA Bella Vista 1:0       |

### Kolejka 10
| Mecz                                              |
| ------------------------------------------------- |
| Rampla Juniors – Club Nacional de Football 2:1    |
| CA Bella Vista – Central Montevideo 2:1           |
| CA Peñarol – Defensor Sporting 3:1                |
| Montevideo Wanderers – Sud América Montevideo 4:0 |
| River Plate Montevideo – Racing Montevideo 1:0    |

### Kolejka 11
| Mecz                                               |
| -------------------------------------------------- |
| CA Peñarol – CA Bella Vista 3:1                    |
| Club Nacional de Football – Central Montevideo 2:0 |
| Sud América Montevideo – Racing Montevideo 2:1     |
| River Plate Montevideo – Defensor Sporting 2:2     |
| Rampla Juniors – Montevideo Wanderers 5:2          |

### Kolejka 12
| Mecz                                              |
| ------------------------------------------------- |
| Club Nacional de Football – Racing Montevideo 4:1 |
| River Plate Montevideo – CA Peñarol 1:0           |
| Defensor Sporting – Rampla Juniors 1:0            |
| Montevideo Wanderers – CA Bella Vista 1:0         |
| Sud América Montevideo – Central Montevideo 2:2   |

### Kolejka 13
| Mecz                                                   |
| ------------------------------------------------------ |
| CA Peñarol – Montevideo Wanderers 1:0                  |
| Sud América Montevideo – Club Nacional de Football 0:0 |
| Rampla Juniors – Central Montevideo 3:2                |
| Defensor Sporting – Racing Montevideo 4:3              |
| River Plate Montevideo – CA Bella Vista 2:1            |

### Kolejka 14
| Mecz                                                 |
| ---------------------------------------------------- |
| CA Peñarol – Sud América Montevideo 2:0              |
| Rampla Juniors – River Plate Montevideo 2:1          |
| Central Montevideo – Defensor Sporting 1:0           |
| CA Bella Vista – Racing Montevideo 4:1               |
| Club Nacional de Football – Montevideo Wanderers 4:0 |

### Kolejka 15
| Mecz                                                   |
| ------------------------------------------------------ |
| CA Peñarol – Racing Montevideo 1:1                     |
| Club Nacional de Football – River Plate Montevideo 1:1 |
| Montevideo Wanderers – Central Montevideo 4:1          |
| Defensor Sporting – Sud América Montevideo 3:3         |
| Rampla Juniors – CA Bella Vista 2:1                    |

### Kolejka 16
| Mecz                                                |
| --------------------------------------------------- |
| Club Nacional de Football – CA Bella Vista 3:2      |
| CA Peñarol – Central Montevideo 3:0                 |
| Montevideo Wanderers – Defensor Sporting 4:1        |
| River Plate Montevideo – Sud América Montevideo 3:2 |
| Rampla Juniors – Racing Montevideo 5:0              |

### Kolejka 17
| Mecz                                              |
| ------------------------------------------------- |
| River Plate Montevideo – Montevideo Wanderers 3:2 |
| Central Montevideo – Racing Montevideo 1:0        |
| Defensor Sporting – CA Bella Vista 3:1            |
| CA Peñarol – Club Nacional de Football 1:1        |
| Rampla Juniors – Sud América Montevideo 2:1       |

### Kolejka 18
| Mecz                                              |
| ------------------------------------------------- |
| CA Peñarol – Rampla Juniors 3:0                   |
| Club Nacional de Football – Defensor Sporting 4:2 |
| River Plate Montevideo – Central Montevideo 1:1   |
| Montevideo Wanderers – Racing Montevideo 3:0      |
| CA Bella Vista – Sud América Montevideo 4:2       |

### Końcowa tabela sezonu 1936
| Poz | Klub                      | Mecze | Zw | Rem | Por | Pkt | BrZd | BrStr |
| --- | ------------------------- | ----- | -- | --- | --- | --- | ---- | ----- |
| 1   | CA Peñarol                | 18    | 14 | 2   | 2   | 30  | 40   | 12    |
| 2   | Club Nacional de Football | 18    | 12 | 3   | 3   | 27  | 40   | 22    |
| 3   | Rampla Juniors            | 18    | 10 | 3   | 5   | 23  | 34   | 26    |
| 4   | River Plate Montevideo    | 18    | 10 | 3   | 5   | 23  | 29   | 24    |
| 5   | Montevideo Wanderers      | 18    | 8  | 3   | 7   | 19  | 32   | 27    |
| 6   | Central Montevideo        | 18    | 6  | 3   | 9   | 15  | 24   | 30    |
| 7   | Sud América Montevideo    | 18    | 4  | 5   | 9   | 13  | 20   | 31    |
| 8   | CA Bella Vista            | 18    | 5  | 2   | 11  | 12  | 26   | 36    |
| 9   | Defensor Sporting         | 18    | 4  | 3   | 11  | 11  | 24   | 37    |
| 10  | Racing Montevideo         | 18    | 2  | 3   | 13  | 7   | 18   | 42    |

### Klasyfikacja strzelców bramek
| Gole | Piłkarz       | Klub                      |
| ---- | ------------- | ------------------------- |
| 14   | Aníbal Ciocca | Club Nacional de Football |